# Ricardo Hoepers
Ricardo Hoepers (ur. 16 grudnia 1970 w Kurytybie) – brazylijski duchowny katolicki, w latach 2016–2023 biskup Rio Grande, od 2023 biskup pomocniczy Brasílii.

## Życiorys
31 stycznia 1999 otrzymał święcenia kapłańskie i został inkardynowany do archidiecezji kurytybskiej. Był m.in. wicerektorem części filozoficznej kurytybskiego seminarium, koordynatorem duszpasterstwa kapłanów, duszpasterzem osób niepełnosprawnych oraz proboszczem kurytybskiej parafii pw. św. Augustyna.
17 lutego 2016 papież Franciszek mianował go biskupem diecezji Rio Grande. Sakry udzielił mu 14 maja 2016 metropolita Kurytyby – arcybiskup José Antônio Peruzzo.
24 maja 2023 papież Franciszek przeniósł go na urząd biskupa pomocniczego Brasílii nadając mu stolicę tytularną Thysdrus.